# 奥廖河

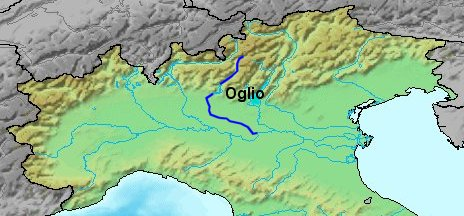

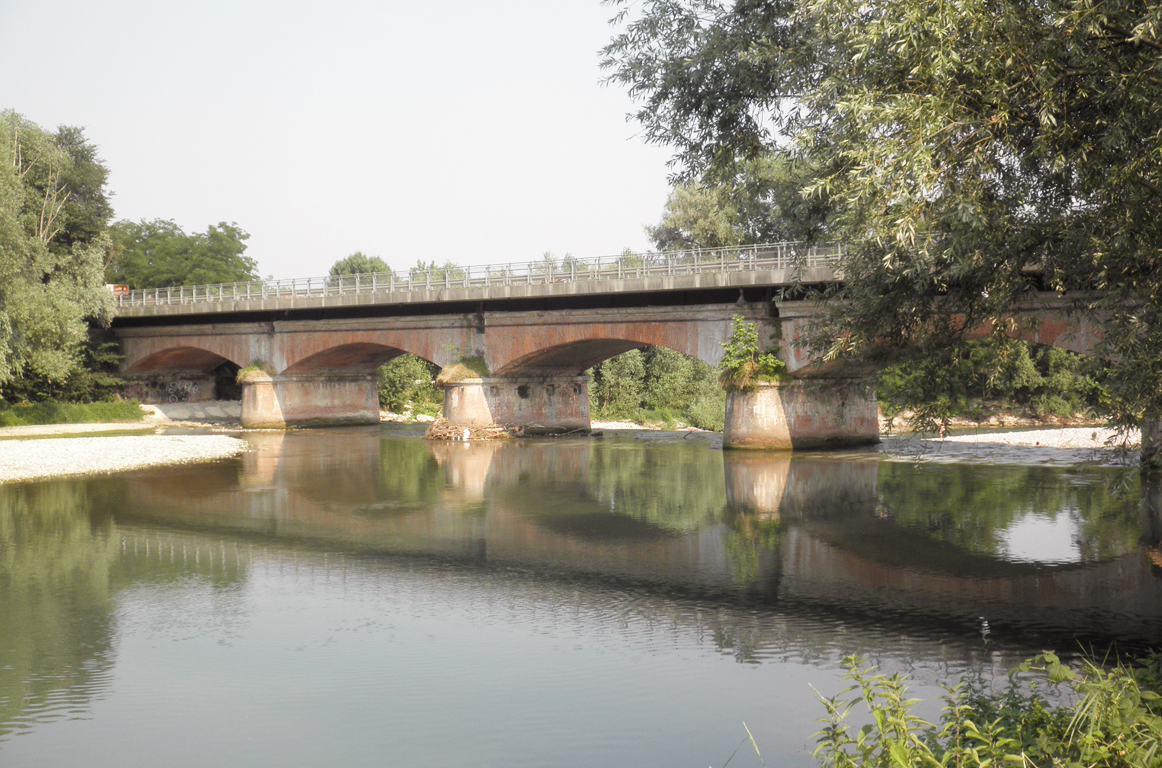
松奇诺和奥尔齐诺维之前的河段

奥廖河（義大利語：Oglio）是意大利的河流，屬於波河的左支流，河道全長280公里，流域面積6,649平方公里，平均流量每秒130立方米，發源自三士山，河口處在博戈福泰。